# Churnalisme

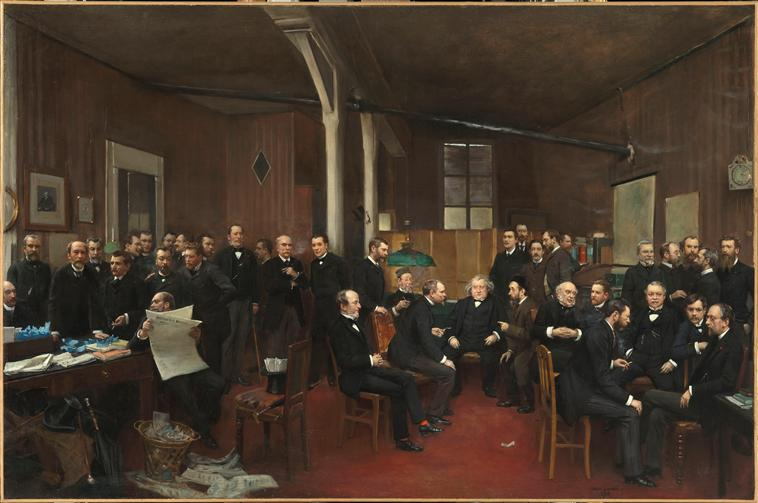
Salle de rédaction du Journal des Débats en 1889. Depuis cette époque, le nombre de journalistes d'un journal a grandement diminué, ce qui inciterait au churnalisme qui réutilise des contenus émanant d'autres sources que les journalistes de la maison.

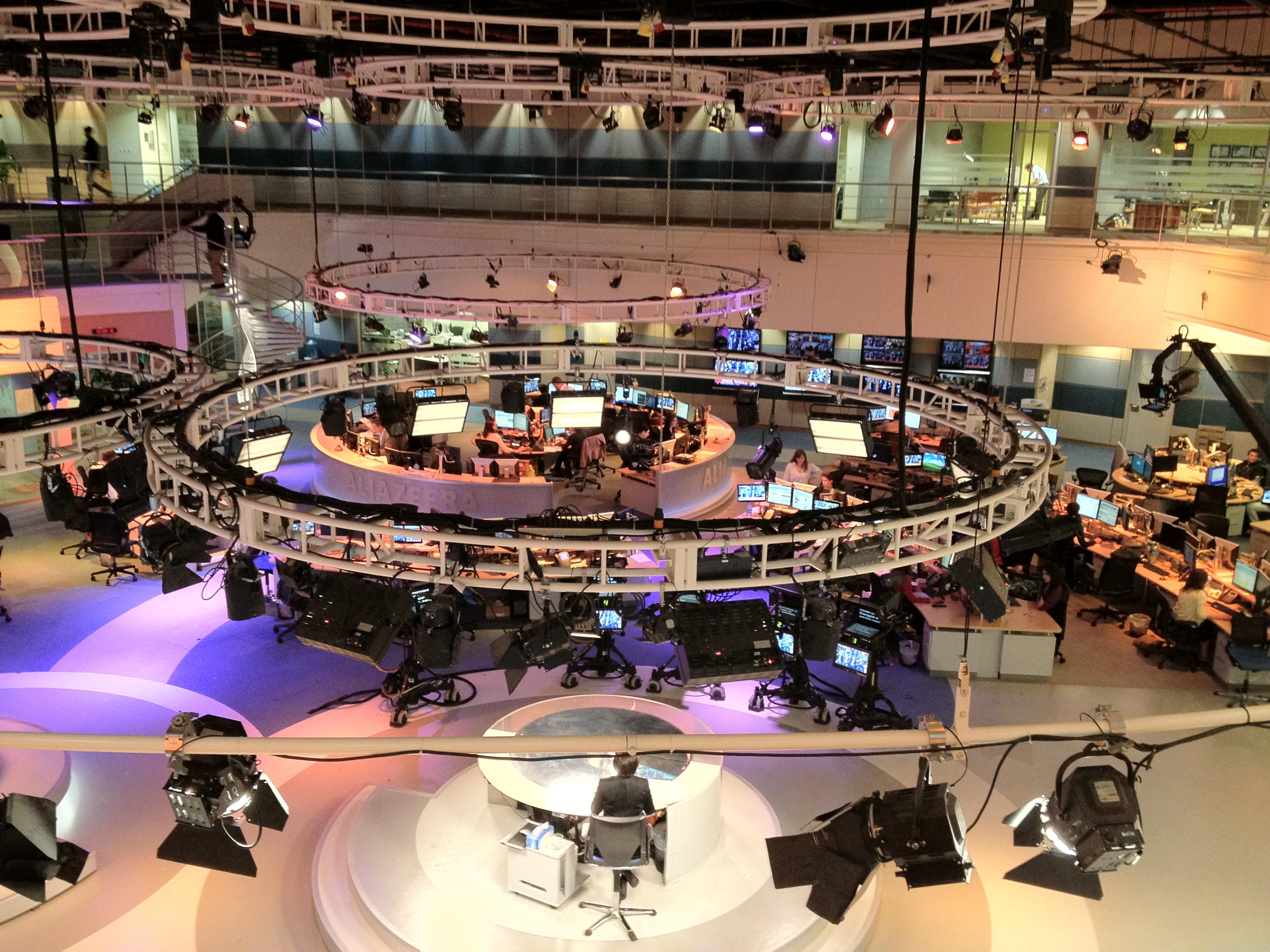
Quelques grands médias (ici Salle de rédaction d'Al Jazeera) produisent une grande quantité d'informations qui seront plus ou moins rapidement réutilisées ou recyclées par d'autres.

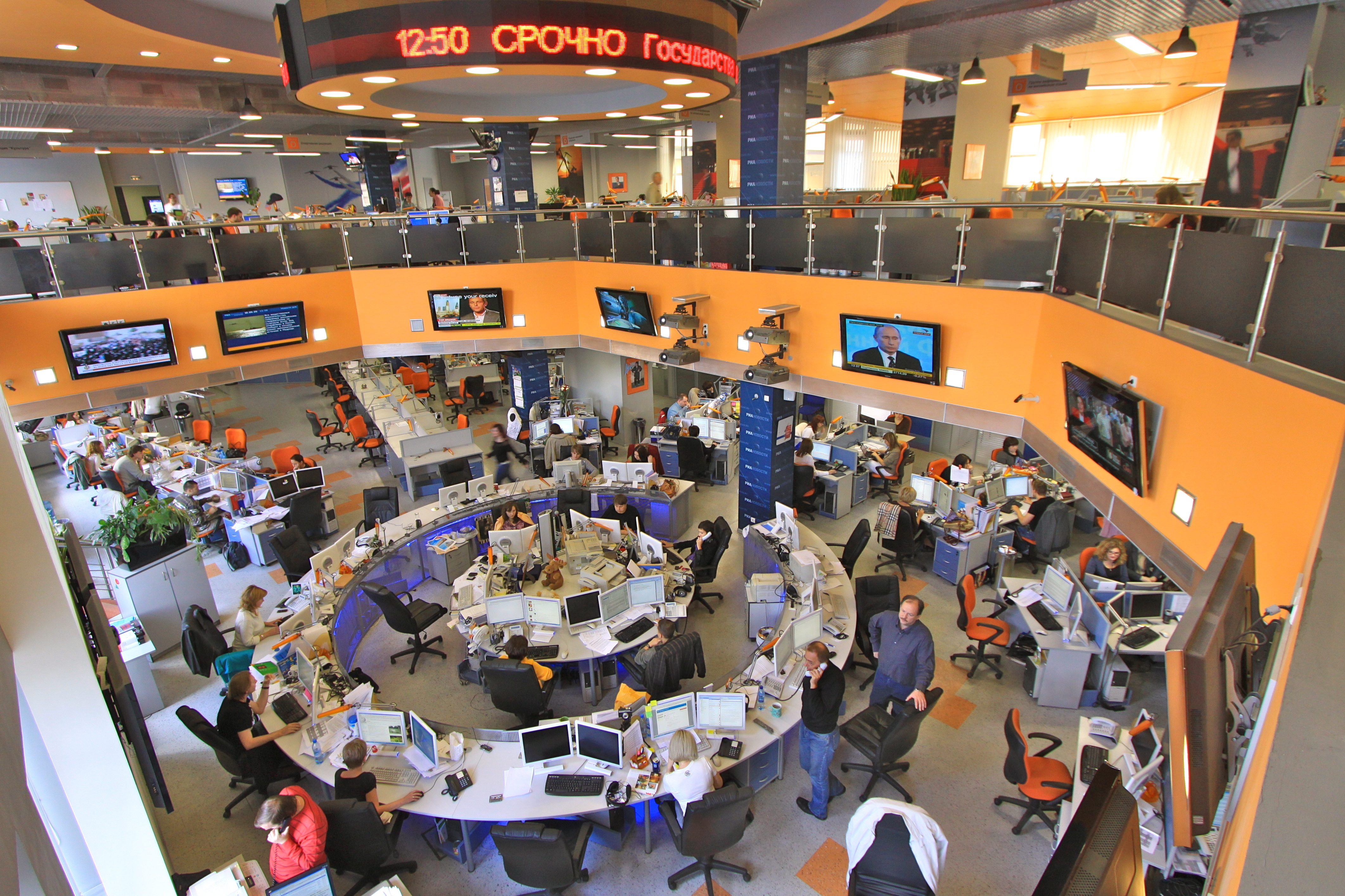
Salle de rédaction de RIA Novosti (Moscou) où sont élaborés des contenus qui seront repris dans le monde entier

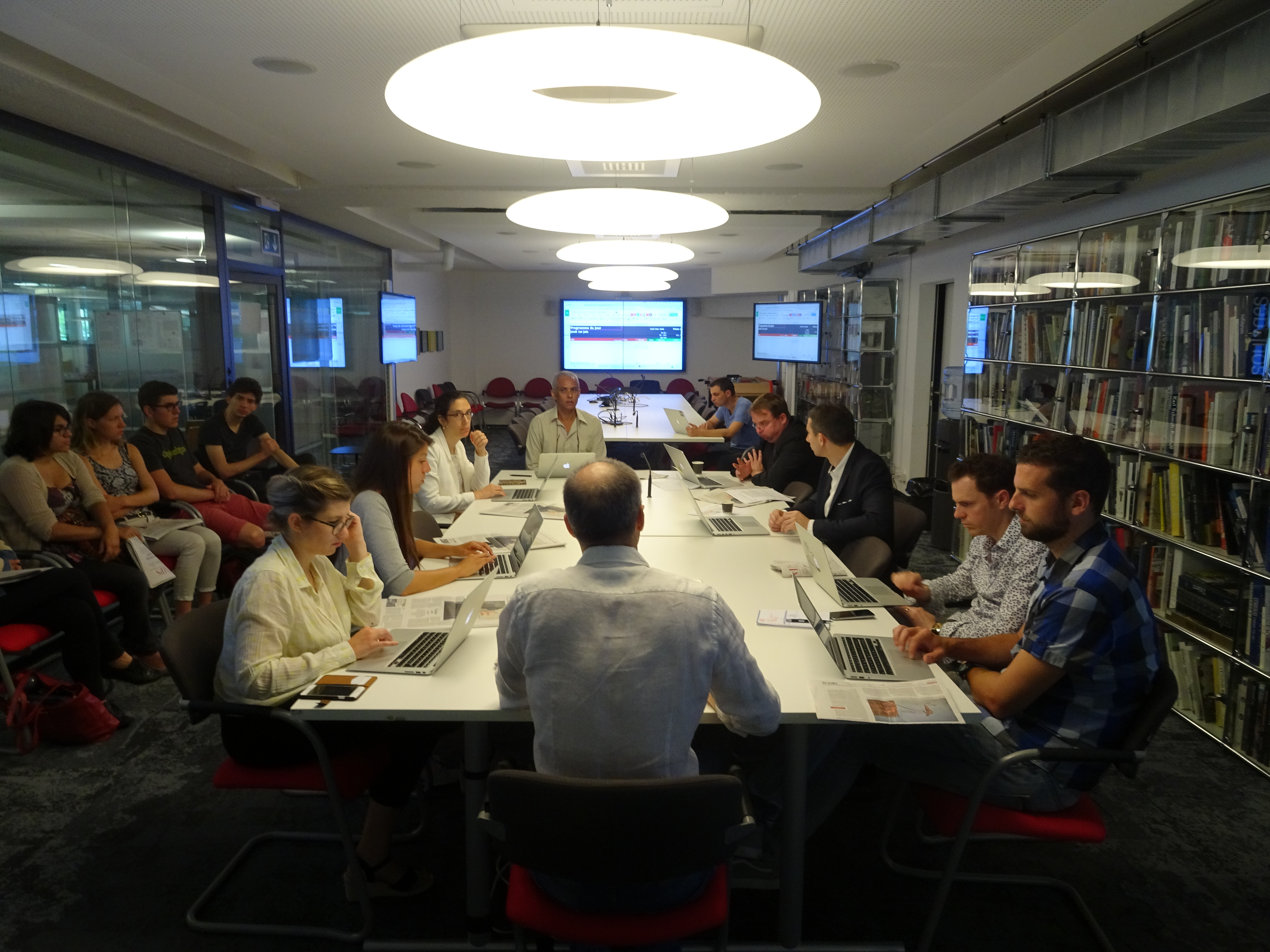
Réunion de la rédaction (briefing) au journal Le Temps, un journal qui a conservé des correspondants étrangers, qui restent des « faiseurs de sens » dans la marée d'informations, tout en développant de nouvelles méthodes de reportage

Churnalisme est un terme péjoratif désignant une forme de journalisme réduisant ses coûts en piochant et recyclant des contenus du « tapis roulant » de dépêches électroniques, des communiqués de presse, de photos et vidéos d'agences spécialisées, d'informations de seconde main, d'articles pré-écrits par des services de presse ou des cabinets et officines de relations publiques, par des « nègres » ou encore des experts prête-plumes ou prête-noms payés ou utilisés par des groupes de pression).
Indépendamment du phénomène de marronnier, il est reproché au « churnaliste » d'utiliser ces contenus prémâchés sans recul ni analyse, plutôt qu'utiliser des informations originales collectées, vérifiées et mises en forme par des journalistes internes au média). Le journaliste dans ce cas prépare le contenu à publier (sous son propre nom, sous pseudonyme ou sans signature) après y avoir fait quelques petits changements. Parfois, il choisit des informations fausses ou très probablement fausses pour flatter un public avide de scandales, contribuant à ce que Rowe dénommait en 2009 « la tabloïdisation de l'actualité ». Ce matériel une fois publié prendra le statut d'information, et pourra parfois être à son tour plusieurs fois recyclé par d'autres médias et relais d'information. Souvent les sources originales ne sont pas citées et/ou elles ne sont pas libres de droit, et les textes parfois de simple copier-coller, à partir de documents non couverts par une licence autorisant un réusage ou un usage commercial, réutilisés sans autorisation des auteurs ou de leurs ayants droit. Dans ces cas, le churnalisme est en outre illégal, et assimilable à du plagiat.
Le déclin du journalisme original a été associé à une augmentation correspondante de textes ayant pour origine des organismes de lobbying et des officine de relations publiques. Le churnalisme serait au moins en partie dû au besoin de contrer les pertes de revenus induites dans les médias par l'essor de la presse gratuite, source d'un déclin des revenus de la publicité, ensuite aggravé par l'abondance de sites d'informations en ligne) avec une chute particulièrement forte fin 2015, au point que de nombreuses informations trouvées dans la presse n'étaient alors plus originales.

## Origine du mot, aspects sémantiques
Churnalisme est un mot-valise composé de « churn » (qui peut, en anglais, signifier « désabonnement ») et de « journalisme », la popularisation de ce mot a été attribuée à Tony Harcup dans son livre Journalism (Harcup 2004) dans lequel il fait référence à Waseem Zakir (journaliste de la BBC) qui a présenté ce concept en 2008 (mais Zakir l'aurait en fait imaginé une décennie plus tôt).
D'autres commentateurs déplorant un journalisme moderne de plus en plus pratiqué à moindre coût et à volume élevé, en décrivent péjorativement le produit résultant par d'autres expressions (reportage passif) ou l'évoluent par des notions connexes (ex. : infodivertissement  fast news (expression évoquant celle de fast food), malbouffe journalistique…) ou un autre mot-valise : newszak, qui combine le mot News ("nouvelles") à la fin du nom propre "Muzak").

## Histoire du Churnalisme
Le mot Churnalisme est récent, mais la réutilisation sans recul ni analyse de contenus externes supposé informationnels mais en réalité de nature publicitaire ou idéologique (propagande) est un phénomène probablement aussi ancien que le journalisme ; souvent imposée par la censure et/ou par des pouvoirs politiques, militaires, financiers, industriels et religieux.
C'est une activité qui semble avoir été récemment dopée et accélérée par la mondialisation et l'accélération de l'information, l'avènement de l'Internet et des médias sociaux, alors que les fausses nouvelles se répandent bien plus vite que le fact checking.

## Perception par les tiers
Une revue de la littérature (Van Hout et van Leuven 2016)  sur le sujet montre que le churnalisme est pour les uns perçu comme une menace contre le journalisme ; et pour d'autres perçu comme une simple transition des médias traditionnels vers  le monde des médias numériques où les reportages  de terrain et les témoins oculaires ont moins d'importance. Un certain nombre de journalistes peuvent encore s'identifier comme médiateurs du savoir, mais « l'équilibre est en train de changer » notaient les auteurs en 2016 (p. 118).

## Prévalence et tendances
Tous les médias semblent touchés, plus ou moins, par le churnalisme.
Selon Megan Knight, dans certains journaux traditionnels, la très grande majorité des journalistes utilisent encore les méthodes traditionnelles de recherche et de création d'informations, et peu les médias interactifs et sociaux, en tout cas dans la salle de rédaction où la pression du travail et sa rapidité ne favorisent pas le churnalisme.
En 2009, une étude porte sur l'origine des actualités diffusées par la radio Fleet Street (radio FM australienne importante, servant aussi de « hub informationnel » pour un réseau national plus vaste). L'étude montre que jusqu'à 80 % des actualités étaient issues de services de presse, d'autres médias ou de communiqués de presse. Dans la salle de presse, près de 90 % des bulletins d'information du réseau étaient des communiqués de presse, venant de services de presse ou d'autres sources de réécritures de nouvelles. Selon Denise Raward & Jane Johnston (2009), cette évolution vers le « churnalisme » s'expliquerait par la structure et la dotation en personnel des salles de rédaction, par les sources de nouvelles et par le réseautage (de plus en plus orienté par des algorithmes).
En 2016, une étude ayant analysé 1,8 million d'articles publiés par les éditions américaines et internationales du HuffPost, a conclu que seuls 44 % des papiers publiés étaient des reportages originaux (c'est-à-dire écrits par de vrais journalistes payés par le journal).
En 2017, Jane Johnston et Suzan Forde parlent de l'émergence d'une « industrie de la vente de nouvelles en gros », qui alimente le churnalisme. Selon elles, depuis les années 2010 cette industrie, plus ou moins visible, s'appuie, de manière croissante, sur des NTIC pilotées par des algorithmes et l'intelligence artificielle capables de changer les routines de collecte et d'assemblage d'information et d'influer tant sur les émotions du lecteur que sur les décisions éditoriales relatives au « barattage » de l'information et à la réorientation de contenus.
Cette nouvelle industrie, selon Rulyova et Hannah Westley (2017), modifie nos modes de consommation de l'information tout en s'y adaptant au moyen d'algorithmes toujours plus complexes supposés capables d'évaluer et modifier nos émotions et perceptions. Les choix algorithmiques sont connus pour être susceptibles de souffrir de nombreux biais, et les algorithmes peuvent être bernés par les bots massivement introduits dans l'internet pour biaiser ou fausser ses évaluations et d'autres stratégies de groupes politique ou groupes de pression idéologiques, religieux, militaires, industriels…
Dans son livre Flat Earth News (Nouvelles de la terre plate) le journaliste britannique Nick Davies cite étude faite à l'Université de Cardiff par le Pr Justin Lewis et d'autres chercheurs. Elle a révélé que 80 % des articles de la presse britannique de qualité n'étaient pas originaux, et que seules 12 % des histoires y sont générées par ses journalistes. Il en résulte, selon l'étude, une diminution de la qualité et une dégradation de la précision de ces contenus, qui sont en outre alors ouverts à la manipulation et à la distorsion de l'information, ainsi qu'à la mise en avant de « pseudo-événements » dans un contexte de mercantilisme incontrôlable.
Selon Zakir (BBC), cette tendance implique que les journalistes deviennent plus réactifs et moins proactifs dans la recherche d'informations — « Vous recevez des copies qui arrivent sur les fils et les journalistes les produisent, traitent des trucs et peuvent ajouter l'étrange citation locale. Cela affecte toutes les salles de rédaction du pays et les journalistes deviennent des churnalistes ».  
Un éditorial sur ce sujet dans la British Journalism Review a vu dans cette tendance « ... un signe avant-coureur de la fin du journalisme d'information tel que nous le connaissons ; le verdict du coroner ne pouvant être rien d'autre qu'un suicide ».
D'autres, comme Peter Preston, ancien rédacteur en chef de The Guardian, considèrent la question comme exagérée, affirmant qu'il n'y a jamais eu un âge d'or du journalisme où les journalistes n'étaient pas soumis à des pressions similaires.
Nick Davies et Roy Greenslade ont témoigné sur la question devant le comité de la culture, des médias et du sport en 2009.
N. Davies, au début de l'avènement du Web2.0, a cru un temps qu'Internet « pourrait libérer les médias de masse du churnalisme » (Davies 2008, 396)", mais selon Jane Johnston, Suzan Forde (2017), deux chercheuses australiennes qui ont étudié le  churnalisme, Internet n'a fait qu'étendre et accélérer un churnalisme commercial recyclant et  réorientant les actualités « comme jamais auparavant », en automatisant le processus par l'utilisation de puissants moteurs de recherche et par l'agrégation d'informations pilotées par des algorithmes.
À partir des années 2010 au moins, des agrégateurs d'information utilisent des intelligences artificielles pour rediriger de manière libérale et flagrante les nouvelles en ligne d'autres nouveaux producteurs ; des publications telles que le Huffington Post ont refaçonné la compréhension contemporaine de ce qui constitue une information, y compris l'utilisation du journalisme non rémunéré ; les pratiques de gestion de contenu ont vu un chevauchement croissant entre le « journalisme de marque » et la communication d'entreprise ; les blogs et les microblogs sont utilisés à dessein pour diffuser des informations et capter les lecteurs sur plusieurs plateformes ; et les news-bots trient et créent des nouvelles aux côtés de leurs homologues humains.
Après la concurrence des journaux gratuits, la presse audiovisuelle a été confrontée au marketing numérique, au conseil en communication, au marketing d'influence, ceci alors que dans le même temps, de puissants logiciels permettent en quasi temps réel la fouille de données et l'analyse de données dans le Big Data de l'internet mondial, permettant le développement d'un lucratif courtage de données.
De ce contexte sont nés des environnements médiatiques hyper-commerciaux où les journalistes, constamment sous pression et toujours moins nombreux, doivent produire toujours plus, ce qui les incite à produire et/ou en recycler des textes, mais aussi des photographies, vidéos, audios, du microblogging, un travail souvent préparé assisté par des intelligences artificielles au sein des GAFA et qui sous-tendent un ensemble de chaînes et plateformes médiatiques dépendantes.
Selon Jane Johnston, Suzan Forde (2017), aujourd'hui, le journalisme (au moins le journalisme grand public et populaire) filtre et recycle des informations mises à sa disposition par d'autres, selon des modalités décrites par Van Hout et van Leuven (2016, p. 118), un peu à la manière d'un certain type de journalisme qui ne fait que complaisamment remettre en forme (ou pas) des contenus n'émanant que de sources étatiques, officielles ou bureaucratiques, sans jamais les mettre en question.

## Vulnérabilité aux des groupes de pression économiques, politiques, idéologiques et économiques
Dans les années 2010, il apparait que le big data informationnel et le churnalisme sont déjà exploités par des sociétés à buts lucratifs ou mises en place par des groupes de pressions, d'entreprises, de partis politiques, d'idéologies ou d'États à des fins de manipulations des opinions individuelles et de l'opinion publique, pour leurs intérêts propres.

### Menaces pour les démocraties
À titre d'exemple, une étude (2019) faite à Islamabad a montré que le journaliste est alors souvent obligé par les patrons de presse de déformer les nouvelles qu'on lui a fourni, de manière à couvrir l'actualité sous un angle spécifique, qui peut éloigner le lecteur de la vérité. S'il ne le fait pas, il risque le licenciement.
Parfois, il y a de profondes manipulations de l'opinion, et à grande échelle. Un des exemples les plus marquants a été révélé par quelques lanceurs d'alerte (Christopher Wylie, Shahmir Sanni, Brittany Kaiser, David Caroll, Mark Gettleson), les enquêtes journalistiques, politiques et de justice qui ont suivi ont mis au jour en 2018, le scandale Cambridge Analytica/AggregateIQ. Dans le nouveau contexte informationnel numérique des années 2010, une nouvelle forme de churnalisme a contribué à la diffusion ciblée de fake news et d'images manipulées, via des techniques issues du marketing d'influence, de la propagande, de l'astroturfing politique voire de la guerre psychologique, pour s'adresser à des groupes de personnes-clé, choisies par une intelligence e artificielle parce qu'elles étaient susceptibles de faire basculer le résultat d'élections ou de référendums. Cette méthode a été utilisée dans au moins une vingtaine de grands processus électoraux dans le monde, dont pour faire advenir le Brexit et pour faire élire le candidat Trump. Pour cela un agrégateur secret a été utilisé, baptisé  Ripon (plateforme logicielle et d'intelligence artificielle) ; Ripon a été créé à la demande de Steve Bannon et du milliardaire américain Robert Mercer pour faire progresser le libertarianism de droite. Mercer  était à la fois actionnaire de Cambridge Analytica et d'AggregateIQ (AIQ), une société basée au Canada, quasi-inconnue avant que le scandale n'éclate. AIQ a été fondée par le Groupe SCL (anciennement nommé Strategic Communication Laboratories) sous le nom de SCL-Canada ; c'était la société-sœur de Cambridge Analytica), et sa mission était d’agréger les données personnelles volées sur des dizaines de millions de comptes d'utilisateurs de Facebook, afin de générer et diffuser de manière très ciblée, des messages conçus pour influencer le vote des électeurs en faveur de certains candidats et partis politiques. Dominic Cummings (directeur de campagne victorieux du parti anglais Vote Leave en faveur du Brexit) a dit que « sans aucun doutes », la campagne de Vote Leave qui a permis le Brexit devait « en grande partie son succès au travail d'AggregateIQ ». « Nous n'y serions pas arrivé sans elle » a-t-il ajouté.

### Le cas du domaine culturel
Les journalistes de ce secteur très dépendant des subventions et des relations publiques sont souvent de par leur métier très liés aux sources. L'industrie culturelle est devenue une source importante de contenu informationnel, souvent également promotionnel, qui a favoriser le churnalisme.

### L'information scientifique n'est pas épargnée
Les Monsanto Papers ont par exemple montré que des auteurs connus ont apposé leur signature sur des textes en réalité écrits par des services de relations publiques de grandes entreprises de l'agrochimie, de l'industrie alimentaire, de l'industrie des biotechnologies ou des pesticides.
Tous les secteurs de l'information sont touchés, y compris le domaine scientifique où la communication scientifique s'est beaucoup développée dans le contexte de vive concurrence entre chercheurs, labos et universités,,.
Dans certains pays (ex. : Afrique du Sud pour environ un tiers des articles des médias parlant de science en 2020), les communiqués de presse de chercheurs, d'universités sont couramment "republiés avec une contribution journalistique minimale et sans aucune mention de la source, avec des indices de volonté de buzz médiatique. Or, ces communiqués sont généralement promotionnels et sont rédigés par un service de relations publiques, pour servir les intérêts, y compris financiers, de l'institution, et non pour refléter la science. Leur republication sans recul critique ou investigation pose un problème d'éthique journalistique et des médias.
Des annonces régulières de nouvelles solutions techniques, environnementales et médicales sont ainsi régulièrement publiées avec des titres aguicheurs ou suscitant de grands espoirs, sans suites concrètes souvent, et sans fonds de vérité parfois.
Des chercheurs, en 2020, ont invité les universités à évoluer vers « un nouveau paradigme de communication scientifique moins axé sur la construction d'une réputation, et davantage sur un engagement public constructif et un dialogue utile avec la société ».

## Et hors de la sphère du journalisme?
Le churnalisme ne concerne pas que le journalisme digital et d'autres médias d'information ; Andrew Orlowsk (2009) cite en exemple le livre de Chris Anderson (alors rédacteur en chef de WiReD), intitulé Free: The Future of a Radical Price (Free! Entrez dans l'économie du gratuit) ; il contient un patchwork d'informations collectées (sans les sourcer) dans Wikipédia, des articles de blog et des sites Web comme l'a montré Waldo Jaquith ; ceci s'apparente, selon Orlowsk, à du churnalisme.

## Causes

### Causes structurelles
L'avènement du WEB2.0 a été suivi d'une explosion du journalisme en ligne et d'un vaste phénomène de plateformisation de l'information sur l'actualité. Les plateformes numériques et les GAFAM en particulier ont fortement accru leur portée et leur puissance, même en Chine. Des algorithmes opaques y sélectionnent et redirigent l'information (et une grande de publireportages présenté comme de l'information) vers des catégories de médias et/ou l'envoient — via les réseaux sociaux ou des agrégateurs — dans nos bulles informationnelles, individuelles ou communautaires.
Ces mécanismes remodèlent les type et volumes d'information reçus par tous et chacun, et par suite de nombreux aspects de la société. Le churnalime est aussi une conséquence de la structure de ces plateformes et de leur fonctionnement : il s'y alimente et il les alimente.

### Causes économiques
Johnston et Forde, citant Phillips (2011) estime qu'Internet, les GAFAM (Google et Facebook notamment), et d'autres groupes (News Corp, Comcast...) asphyxient le vrai journalisme, y compris en ligne, en le privant des ressources publicitaires dont avaient  besoin les médias traditionnels d'information pour se financer.
Ces groupes ont aussi engendré une sorte de « cannibalisme de l'information » par lequel le journalisme se nourrit insidieusement de lui-même en avalant ses rivaux ; ce journalisme « consomme et régurgite, ou pour le dire plus poliment : recycle, recontextualise et réutilise ».
La recherche d'information en ligne (bien moins coûteuse et plus rapide) tend à remplacer la collecte sur le terrain et par interview (plus lente et coûteuse)..
Dans les années 2000-2010, les journaux traditionnels (médias généralistes notamment) ont donc du réduire leurs effectifs car leurs revenus publicitaires ont d'autant plus diminué qu'ils sont en concurrence internationale avec beaucoup d'autres médias (télévision et Internet). Selon un professionnel chevronné des relations publiques, de nombreux journaux locaux et magazines spécialisés ne sont généralement produits que par un ou deux employés qui s'appuient sur des articles qui leur sont de plus en plus directement ou indirectement apportés par des sociétés de storytelling ou de relations publiques (où, selon une étude anglaise publiée en 2015, de nombreux rédacteurs au service de lobbystes ne souhaitent pas la disparition des vrais et bons journalistes (nécessaires à la crédibilité des médias où ces lobbystes publient leurs contenus).
L'Association de la presse étrangère a débattu du sujet, et convenu qu'il existait une relation entre le nombre d'employés des organismes de relations publiques employés et le nombre de journalistes au chômage. Le Daily Mail & General Trust a alerté ses investisseurs sur une chute  abrupte des revenus publicitaires au Royaume-Uni les 6 mois précédant mars 2016, après que sa division de presse ait signalé une baisse de 29 % des bénéfices, en grande partie due à un recul de 13 % des revenus de la publicité imprimée ; Le commentateur des médias d'information Roy Greenslade a déclaré en réponse à cette chute en forme de la falaise que les journaux n'avaient plus d'avenir.

### Dictature de la rapidité
Le journalisme en ligne s'est développé dans une culture de l'actualité et de l'immédiateté. Cette culture a imposé son rythme à beaucoup de médias.
Alors que les ressources destinées à financer le journalisme diminuent, et que la demande de contenu rapide croît, les acteurs externes de production de contenu peuvent facilement introduire ces contenus dans le flux informationnel diffusé par les médias.
Dans leur livre No Time to Think (Pas le temps de penser), Howard Rosenberg et Charles S. Feldman soulignent le rôle causal de la dictature de la vitesse dans la dégradation de la qualité du travail de journalistes confrontés à des injonctions paradoxales et contradictoires ; un de leurs exemples est le guide interne publié par la BBC à l'attention de son personnel en ligne, qui recommandant aux journalistes de la BBC de produire des articles de qualité, mais en ajoutant : « Faites publier l'histoire aussi vite que vous le pouvez… Nous encourageons un sentiment d'urgence - nous voulons être les premiers ».

## Effets

### Effet sur la nature et la typologie de l'«actualité»
Le churnalisme a modifié ce que le lecteur peut lire, mais  aussi sur la façon dont il le lit, avec en retour un effet sur les types dominants d'information. De nouveaux types d'actualités sont en effet apparus en réponse aux  interactions de partage sur les réseaux sociaux. Les internautes produisent et consommons des textes, vidéos, photos, etc. qu'ils appellent « actualités ». Grâce au Cookies notamment, ces sources sont ensuite utilisées par l'industrie de l'information en ligne pour produire de nouveaux modèles d'actualité (massivement accompagnés de publicité en ligne ciblant l'internaute selon son profil).
Les internautes (via les blogs et Wikipédia par exemple) génèrent un énorme contenu informationnel parfois utilisé tel quel par le Churnalisme, souvent sans mentionner la source et sans vérification des contenus, comme sources alternative, gratuite et très accessibles.
Certains médias dits alternatifs (plus ou moins partisans, activistes ou d'opposition à l'information mainstream) cherchent d'autres sources d'informations ou à ne pas réagir dans l'urgence.
Ainsi ce sont les utilisateurs, plutôt que les rédacteurs en chef, qui orientent de plus en plus (sans en être conscient ni volontaires), ce qui sera les types et contenu d'information et d'actualités des périodes qui suivent.

### Effets sur la qualité de l'information
Dans les années 2010, de études sur l'évolution du journalisme montrent que le contexte de crise économique, d'hyper-concurrence, de survie et de monétisation omniprésente, associé à de faibles niveaux de responsabilité pour les internautes a inhibé la production rentable d'actualités diffusables.
Le recyclage et barattage de contenus d'actualités émis par quelques sources d'élite fiables et aussi par des sites d'actualités populaires a augmenté de 2013 à 2016, "posant de sérieuses menaces pour la pluralité des contenus et les reportages indépendants"
Le barattage et le churnalisme, la recherche du buzz sont des pratiques journalistiques courantes.

## Lutte contre le churnalisme, détection
Le « journalisme collaboratif » (y compris pour le journalisme d'enquête) est l'une des réponses possibles face à la perte de revenus publicitaires et aux besoins d'analyser des masses importante d'informations (dans le cas des leads par exemple, généralement étudiés par des consortiums de journalistes).
Détecter les sources de fausses nouvelles est parfois rendu difficile par le respect du secret des sources qui est un pilier essentiel du travail journalistique, nécessaire à la fois à la protection de la source et à celle du journaliste dans l'exercice de son travail. Il est plus aisé de détecter les plagiats et reprises en série : 
En 2019, des outils capables de détecter les contenus textuels partagés entre différents articles de presse, à grande échelle sont disponibles, mis au point par des chercheurs pour évaluer l'ampleur prise par la part du churnalisme dans les médias. Ils peuvent aussi classer ces articles en fonction du type de source (copie de fil de presse, de matériel de relations publiques, de source à source ou avec chevauchements de sources).
Avant cela, en avril 2013, l'ONG Sunlight Foundation, en partenariat avec le think tank Media Standards Trust qui prônaient la transparence sur les sources et financements des partis politiques et s'inquiétaient du développement du churnalism.com ont lancé un nouvel outil de détection du « churn » en ligne. À partir d'une base de données de communiqués de presse connus, l'outil comparait le texte d'une URL soumise pour déterminer quel pourcentage de celui-ci était dérivé du churn,,.
En réaction, The Register a estimé qu'un certain niveau de « churnalisme » était normal et sain pour les organes de presse, et a mis en doute la neutralité du Media Standards Trust, car, selon lui, lié à des campagnes soutenues par "des individus et des célébrités riches et puissants"  favorables à un "contrôle de l'État sur les médias" au Royaume-Uni. L'outil a finalement été abandonné faute de financements et  la fondation Sunlight Foundation s'est autodissoute en septembre 202O
En Australie, le service national de télévision publique ABC diffuse une émission hebdomadaire très critique de 15 minutes, Media Watch, qui expose régulièrement le churnalisme, le plagiat, les préjugés des médias et le comportement contraire à l'éthique des journalistes et des animateurs de radio.
Selon une étude (2019), plus le contenu d'un communiqué de presse est profond et appuyé sur des éléments d'actualité spécifiques, plus les journalistes ont de chances de choisir d'en faire un article profond et original (ce qui implique un investissement journalistique important), plutôt que de le recopier en le modifiant à la marge pour en faire un simili-reportage.